# جوناثان ويلكينسون (سياسي)
جوناثان ويلكينسون هو سياسي كندي، ولد في 1965 في سو ساينت ماري في كندا. حزبياً، نشط في الحزب الليبرالي الكندي. وقد انتخب وزير المسامك والمحيطات ‏ (18 يوليو 2018 – ) وفي أحداث جارية/19 أكتوبر 2015، انتخب عضو مجلس العموم الكندي عن دائرة North Vancouver—Capilano (federal electoral district) ‏ وقد انضم خلال فترته النيابية ‏ (3 ديسمبر 2015 – ) للكتلة البرلمانية الحزب الليبرالي الكندي.